# Shoko Mikami
Shoko Mikami (三上 尚子 Mikami Shōko?), född 8 januari 1981, är en japansk tidigare fotbollsspelare.
Shoko Mikami spelade 3 landskamper för det japanska landslaget. Hon deltog bland annat i Asiatiska mästerskapet i fotboll för damer 1999.